# Škoda 28Tr
Škoda 28Tr je třínápravový nízkopodlažní trolejbus vyráběný v letech 2008 až 2015 českou firmou Škoda Electric s použitím karoserie od společnosti Solaris Bus & Coach. Obdobným typem trolejbusu se shodnou vozovou skříní je model Solaris Trollino 15.

## Historické pozadí
O výrobě nového typu trolejbusu Škoda rozhodla skutečnost, že zatímco někteří dopravci požadovali patnáctimetrový třínápravový vůz, firma Irisbus Iveco, do roku 2008 výhradní dodavatel karoserií pro Škodu Electric, žádné takové vozidlo nevyrábí. Proto se Škoda Electric rozhodla spolupracovat s polským výrobcem Solaris, který standardně produkuje autobusy Urbino 15 s délkou 15 metrů a který již má s dodávkami svých karoserií pro trolejbusy zkušenosti (viz Solaris Trollino 15).

## Provoz

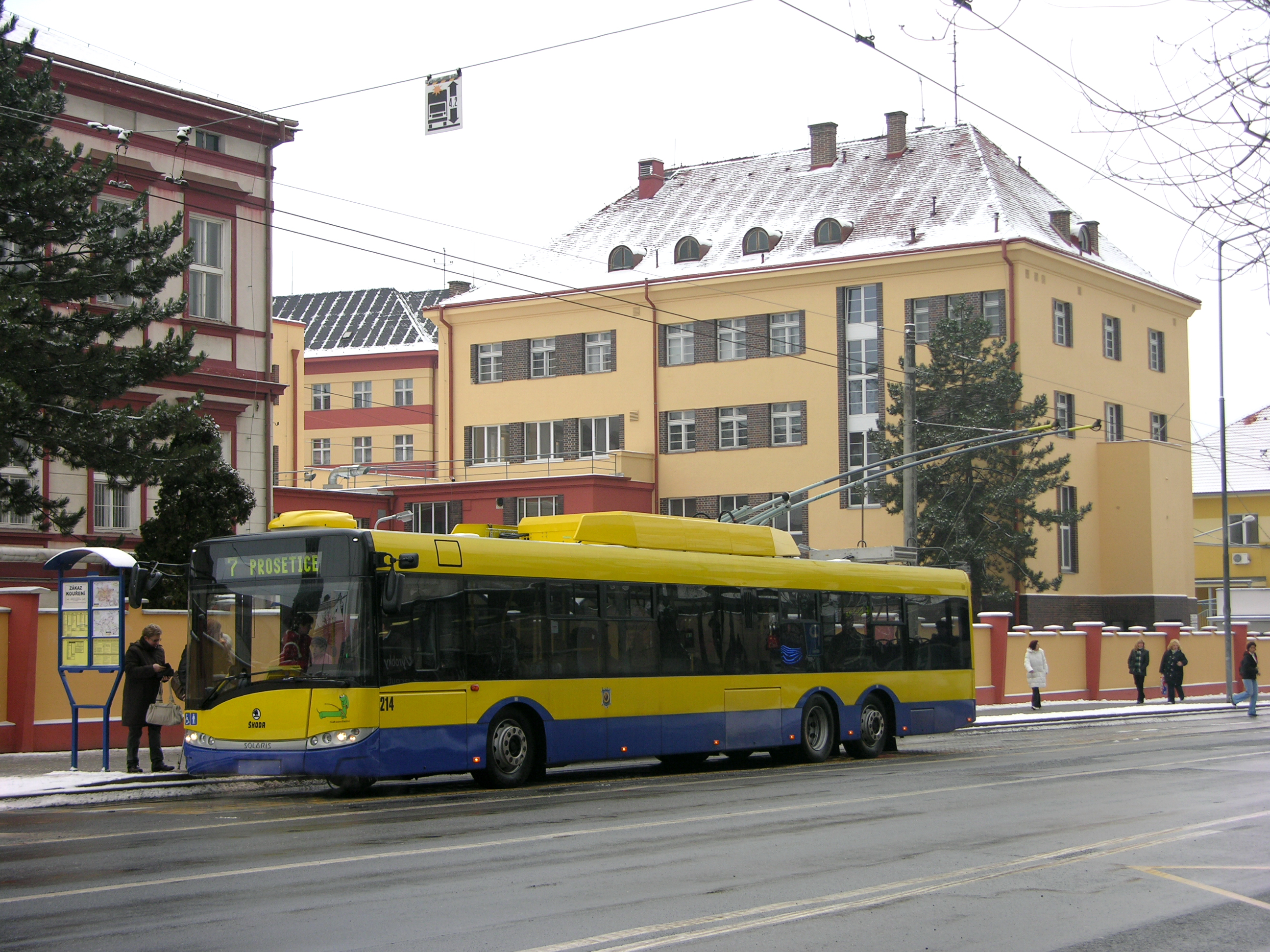
Teplický trolejbus Škoda 28Tr

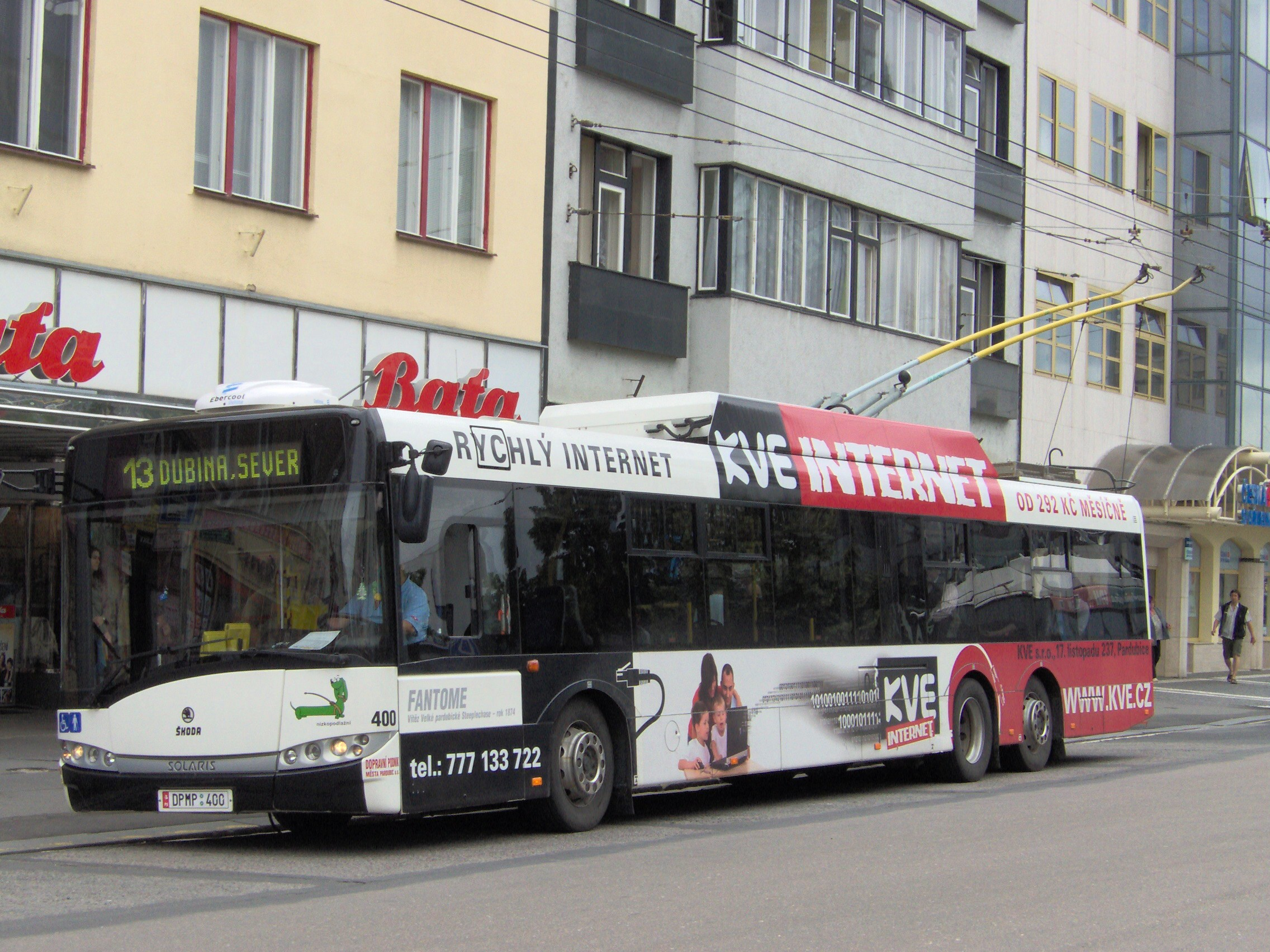
Škoda 28Tr v Pardubicích

Jako první byly trolejbusy 28Tr dodány do Pardubic. Dopravní podnik města Pardubic (DPMP) objednal celkem osm těchto vozů, přičemž do konce roku 2008 byly dodány čtyři trolejbusy Škoda 28Tr, zbývající čtyři vozidla měla být dodána v průběhu roku 2009. Cena jednoho vozu byla nižší než 11 milionů Kč.
První trolejbus 28Tr dorazil do Pardubic 20. října 2008. Po úpravě exteriéru a obdržení evidenčního čísla 400 vyrazil 22. října na první zkušební jízdy v pardubické trolejbusové síti. Již 25. října 2008 byl trolejbus 28Tr poprvé zařazen do zkušebního provozu s cestujícími. Následující vozy, jejichž finální montáž a první zkušební jízdy proběhly v Ostravě (první byl zkompletován v Plzni), dorazily do dopravního podniku postupně od 3. do 5. prosince (v pořadí 401 – 403 – 402). Dne 15. prosince 2008 se uskutečnilo jejich slavnostní předání, při kterém všechny čtyři nové vozy obdržely jména vítězů Velké pardubické z 19. století. Další dva trolejbusy č. 404 a 405 byly do Pardubic dodány v prosinci 2009. V letech 2011–2012 vyrobila Škoda Electric pro DPMP další čtyři vozy typu 28Tr, které byly spolufinancované z evropských fondů ROP. První dva vozy byly dodány v září 2011, další dva vozy v září 2012.
V letech 2009–2011 zakoupilo šest trolejbusů Škoda 28Tr město Teplice, sedmý vůz stejného typu byl dodán roku 2015. Na konci roku 2011 byly dva vozy 28Tr dodány Dopravnímu podniku města Ústí nad Labem, na které v letech 2014 a 2015 navázala dodávka dalších 16 trolejbusů.

## Dodávky trolejbusů
| Současný stát | Město          | Článek | Roky dodávek | Počet vozů | Evidenční čísla při dodání | Poznámky | Zdroj  |
| ------------- | -------------- | ------ | ------------ | ---------- | -------------------------- | -------- | ------ |
| Česko         | Pardubice      | článek | 2008–2012    | 10         | 400–409                    |          | [ 8 ]  |
| Česko         | Teplice        | článek | 2009–2015    | 7          | 214–220                    |          | [ 9 ]  |
| Česko         | Ústí nad Labem | článek | 2011–2015    | 18         | 410–427                    |          | [ 10 ] |